# Hungergraben (Salzach)
Der Hungergraben ist ein etwa 5,6 Kilometer langer Bach, der in der baden-württembergischen Stadt Bretten von links in die Salzach mündet.

## Name
Der Hungergraben wurde erstmals im Jahr 1463 schriftlich erwähnt. Gewässer mit diesem Namen führen in regenarmen Zeiten oft kein Wasser und galten früher als Warnsignal für drohende Hungersnöte. In Sprantal trug das Gewässer ursprünglich den Namen Gießgraben.

## Geographie

### Verlauf
Der Hungergraben entsteht auf etwa 234 m ü. NHN als unscheinbarer Straßengraben, etwa 150 m nördlich des Ortskerns von Neulingen-Nußbaum. Zunächst folgt er der dortigen Bergstraße, die außerhalb des Dorfes in die Kreisstraße 3568 übergeht. Nach etwa 1,4 km erreicht er das Nachbardorf Bretten-Sprantal, wo er verrohrt unter der Ortsstraße und dem Scheuerweg verläuft. 
Nach dem Verlassen Sprantals durchquert der Bach zunächst etwa 500 m Ackerland, bevor er den Walddistrikt Langer Wald streift. Anschließend fließt er in nordöstlicher Richtung durch das landwirtschaftlich geprägte Sprantaler Tal. Bei ungefähr Fließkilometer 5, nahe der Brettener Straße Salzhofen, nimmt er seinen einzigen Zufluss auf, die sogenannte Eng. Mit einer Länge von über 7 Kilometern übertrifft sie den Hungergraben selbst. Kurz nach diesem Zusammenfluss unterquert der Bach die Bahnstrecke Westbahn und die Bundesstraße 294. Von dort an verläuft er bis zu seiner Mündung auf etwa 170 m ü. NHN unterirdisch weiter.

### Einzugsgebiet
Das Einzugsgebiet des Hungergrabens umfasst rund 5,6 km² und gehört zum Naturraum 125.22 des Kraichgaus. Es deckt sich grob mit den Gemarkungen der Orte Sprantal und Nußbaum sowie dem südlichen Teil von Bretten und dem nordwestlichen Markungsbereich der Ortschaft Bauschlott.
Reihum grenzen die Einzugsgebiete folgender Nachbargewässer an:
- Im Osten grenzt das Einzugsgebiet der Salzach. Im Südosten im Bereich von Ölbronn befinden sich die Zuflüsse Mühlgraben und Büllstrichgraben;
- im Süden von Bauschlott liegen die Quellbäche des Erlenbachs, deren Wasser über die Enz in den Neckar gelangen;
- jenseits der Wasserscheide im Südwesten entstehen der Bruchbach und der Frontalgraben, die beide in den Kämpfelbach und weiter in die Pfinz münden;
- im Osten fließt der Walzbach, der bei Spöck ebenfalls in die Pfinz mündet;
- die Flächen nördlich des Einzugsgebiets entwässern direkt in den vereinigten Saalbach.

### LUBW
Amtliche Online-Gewässerkarte mit passendem Ausschnitt und den hier benutzten Layern: Lauf und Einzugsgebiet des Hungergrabens

Allgemeiner Einstieg ohne Voreinstellungen und Layer: Daten- und Kartendienst der Landesanstalt für Umwelt Baden-Württemberg (LUBW) (Hinweise)
1. 1 2  Höhe nach dem Höhenlinienbild auf dem Hintergrundlayer Topographische Karte.
2. ↑  Länge nach dem Layer Gewässernetz (AWGN).
3. ↑  Einzugsgebiet nach dem Layer Basiseinzugsgebiet (AWGN).

### Andere Belege
1. ↑  Josef Schmithüsen: Geographische Landesaufnahme: Die naturräumlichen Einheiten auf Blatt 161 Karlsruhe. Bundesanstalt für Landeskunde, Bad Godesberg 1952. → Online-Karte (PDF; 5,1 MB)
2. ↑  Modellierte Werte nach Abfluss-BW Gewässerknoten MQ/MNQ
3. ↑  Ernst Schneider: Die Flurnamen der Stadt Bretten - Ein Beitrag zur Namenkunde des Kraichgaues. Esser Druck Bretten 1985, S. 91 und S. 364